# Gołubie
Gołubie/Golëbie is een plaats in het Poolse district Kartuski, woiwodschap Pommeren. De plaats maakt deel uit van de gemeente Stężyca en telt 755 inwoners.